# Boldklubben FIX
Boldklubben FIX er en dansk fodboldklub hjemmehørende i Brønshøj, nordvest for København. Klubben er medlem af Københavns Boldspil-Union (KBU) og førsteholdet for herrer er i sommeren 2009 rykket op i Københavnsserien , hvilket er den højeste rangering i klubbens historie som medlem af KBU. Klubbens hold afvikler deres træning på de nærliggende offentlige boldbaner/græsarealer, mens kampene under KBU afvikles i Gadelandet.

## Klubbens historie
Boldklubben FIX stiftedes den 20. september 1924 af en gruppe fodbold-interesserede drenge fra Vølundsgade i København. I 1941 slår man sig sammen med Boldklubben Velo og fortsætter under navnet Boldklubben FIX. Man skulle dog vente til 1954 før man får et nyt klubhus på Brønshøj Kirkevej 52, hvilket stadig er foreningens klubhus i dag. I 1966 følger en udvidelse af klubhuset og endnu engang udvides i 1984, før hjemstedet udvides og restaureres i 2003.
I 1926 tages gymnastik for herrer på programmet. To år senere, i 1928, optages bordtennis, som lukker igen i 1959. I 1932 startes en billardafdeling samtidig med håndbold for damer startes. I 1938 ophører afdelingerne for billard og bordtennis imidlertid. Boldtennisafdelingen genopstod i 1970, men lukkede igen tre år senere. Fodboldafdelingen får en ny hjemmebane på Brønshøj Kirkevej. Med kvindefodboldens indtog i dansk fodbold, startes afdeling for damer og tilmeldes KBU's turneringer. Klubbens herrefodboldafdeling melder sig ud af DAI og i stedet ind under KBU i 1993. I 2003 lukkes håndboldafdelingen.

## Ekstern kilde/henvisning
Boldklubben FIX' officielle hjemmeside

### Fodnoter
1. 1 2  https://www.boldklubbenfix.dk/klubben/historie-og-jubilaeumsskrifter/